# Antocha (Orimargula) brevivena
Antocha (Orimargula) brevivena is een tweevleugelige uit de familie steltmuggen (Limoniidae). De soort komt voor in het Oriëntaals gebied.